# (51823) Rickhusband
(51823) Rickhusband (2001 OY28) – planetoida z pasa głównego asteroid okrążająca Słońce w ciągu 5,6 lat w średniej odległości 3,15 j.a. Odkryta 18 lipca 2001 roku.